# دیوید هال (فیلسوف)
دیوید لی هال (به انگلیسی: David Lee Hull)، (زاده ۱۵ ژوئن ۱۹۳۵ - درگذشته ۱۱ اوت ۲۰۱۰) فیلسوف آمریکایی بود که برای پایه‌گذاری فلسفه زیست‌شناسی مشهور بود. به‌علاوه، هال در مطالعات فرهنگ تکاملی و کمکش در بحث‌های اولیه دربارهٔ مفهوم‌سازی میمتیک‌ها شناخته‌شده‌است. او علاوه بر شهرت آکادمیک، به‌عنوان یک همجنس‌گرا که برای حقوق فیلسوفان همجنس‌گرا و لزبین مبارزه می‌کرد، شناخته‌شده بود. هال با ریچارد دیک ولمن، معلم مدرسه شیکاگو، شریک عاطفی بود، تا زمانی که ولمن در طول تهیه پیش‌نویس علم به مثابه فرایند درگذشت.

## تحصیلات و شغل
هال مدرک لیسانس زیست‌شناسی را در دانشگاه ایلینوی وسلیان گرفت. او سپس یکی از اولین فارغ‌التحصیلان دپارتمان تاریخ و فلسفه علم در دانشگاه ایندیانا (IU) شد. او پس از اخذ دکترای خود از دانشگاه ایندیانا، به مدت ۲۰ سال در دانشگاه ویسکانسین در میلواکی تدریس کرد و سپس به دانشگاه نورث وسترن رفت و ۲۰ سال در آن‌جا تدریس کرد. هال رئیس سابق انجمن فلسفه علم، انجمن بین‌المللی تاریخ، فلسفه و مطالعات اجتماعی زیست‌شناسی و انجمن زیست‌شناسی سیستماتیک بود. او برای استدلالش که گونه‌ها مجموعه‌ها نیستند، بلکه به لحاظ مکانی و زمانی افراد گسترده‌ای هستند (که تز فردیت یا تز «گونه‌ها به‌مثابه افراد» نیز نامیده می‌شود) معروف بود.
در نظر گرفته می‌شود که او حوزه فلسفه زیست‌شناسی را آن‌گونه که در فلسفه معاصر فهمیده می‌شود، پایه‌گذاری کرده و به‌طور منسجم توسعه داده‌است. هال در کتاب خود در سال ۱۹۸۸ بحث مفصلی از علم به‌عنوان یک فرایند تکاملی ارائه کرد، که گزارشی تاریخی از «جنگ‌های طبقه‌بندی» در دهه‌های ۱۹۶۰ و ۱۹۷۰ بین سه مکتب رقیب طبقه‌بندی ارائه کرد: فنتیک، آرایه‌شناسی فرگشتی، و شاخه‌بندی. از نظر هال، علم مانند موجودات و جمعیت‌ها تکامل می‌یابد، با ساختار جمعیتی رکود، منوط به انتخاب ایده‌ها بر اساس «اعتبار فراگیر مفهومی». جدید بودن یا استناد به کار اعتبار می‌بخشد و مشاغل حرفه‌ای دانشمندان با استفاده از تحقیقات موفق در اعتبار سهیم هستند. این یک گزارش «دست پنهان» از پیش‌رفت علمی است.
به‌علاوه، هال به‌طور منظم به انواع مطالعات فرهنگ تکاملی کمک می‌کرد. او به گزارش‌های فلسفی و تجربی از تکامل علم و معرفت‌شناسی تکاملی کمک کرد. درحالی‌که بیش‌تر کارهای او در متافیزیک و معرفت‌شناسی تکامل و زیست‌شناسی است، برخی از کارهای او ارتباط نزدیکی با آنچه که از آن زمان به بعد کتاب‌سنجی، علم‌سنجی یا فراعلم نامیده می‌شود، است. او تحلیل استنادی را برای توسعه گزارشی از بقای تکاملی ایده‌های علمی ارائه کرد که رابطه مستقیمی با آنچه که میم‌های دانش یا میم‌های علمی نامیده می‌شود دارد.
او همچنین با مشارکت در بحث‌های اولیه پیرامون تعمیم ابزارهای تکاملی ریچارد داوکینز در تحقیقات میمتیک، به نظریه فرهنگ تکاملی کمک کرد. در رابطه با نظریه ریچارد داوکینز در مورد دیدگاه ژن‌محور فرگشتی، هال مفهوم برهم کنشگرها را معرفی کرد.
او استاد درسلر در رشته علوم انسانی ممتاز در دانشگاه نورث وسترن بود.

## فهرست آثار
- سازگاری و انحصار (۱۹۶۴)
- تأثیر ذات‌گرایی بر طبقه‌بندی: دو هزار سال سکون (۱۹۶۵)
- عدد فیلوژنتیک (۱۹۶۶)
- قطعیت و دایره‌گرایی در طبقه‌بندی تکاملی (۱۹۶۷)
- امری عملیاتی؛ معنایی و بی‌معنی در عملیات‌گرایی (۱۹۶۸)
- گونه‌های مورفوسیپ و گونه‌های زیستی: پاسخی به‌روز (۱۹۶۹)
- فلسفه‌های منسجم معاصر (۱۹۷۰)
- داروین و منتقدانش: دریافت نظریه تکامل داروین توسط جامعه علمی. (۱۹۷۳)، کمبریج، MA: انتشارات دانشگاه هاروارد؛ تجدیدچاپ‌شده توسط انتشارات دانشگاه شیکاگو، ۱۹۸۳، شابک ‎۹۷۸۰۲۲۶۳۶۰۴۶۱
- فلسفه علوم زیستی. (۱۹۷۴)، شابک ‎۹۷۸۰۱۳۶۶۳۶۰۹۰
- آیا گونه‌ها واقعاً افراد هستند؟ (۱۹۷۶)
- موضوع فردیت. (۱۹۷۸)
- «اصول طبقه‌ندی زیستی: استفاده و سوءاستفاده از فلسفه»، (۱۹۷۸)، جلد ۲، صفحات ۱۳۰–۱۵۳. مجموعه مقالات نشست دوسالانه انجمن فلسفه علم.
- محدودیت‌های کلادیسم. (۱۹۷۹)
- فردیت و انتخاب. (۱۹۸۰)
- کیتس و کیتس و کاپلان در مورد گونه‌ها. (۱۹۸۱)
- متافیزیک و کاربرد رایج. (۱۹۸۱)
- کارل پوپر و استعاره افلاطون. (۱۹۸۳)، جلد. ۲ انتشارات دانشگاه کلمبیا، نیویورک.
- سی و یک سال جانورشناسی منسجم (۱۹۸۳)
- «نظریه کلادیستی: فرضیه‌هایی که محو می‌شوند و رشد می‌کنند» (۱۹۸۴)
- آیا کریپکه به‌تنهایی می‌تواند ذات‌گرایی را نجات دهد؟ (۱۹۸۴)
- علم به‌مثابه یک فرایند: یک گزارش تکاملی از توسعه اجتماعی و مفهومی علم شیکاگو. (۱۹۸۸)، انتشارات دانشگاه شیکاگو، شابک ‎۹۷۸۰۲۲۶۳۶۰۵۱۵.
- متافیزیک تکامل. (۱۹۸۹)، استونی بروک نیویورک: انتشارات دانشگاه ایالتی نیویورک، شابک ‎۹۷۸۰۷۹۱۴۰۲۱۲۲.
- «بررسی نگرش علمی» (۱۹۹۲)
- مفهوم گونه ایده‌آل؛ و چرا ما نمی‌توانیم آن را دریافت کنیم (۱۹۹۷)
- استفاده و سوءاستفاده از سر کارل پوپر. (۱۹۹۹)
- «تکامل‌گرایان قرمز در دندان و پنجه» (۱۹۹۹)، نیچر
- «فعالیت، دانشمندان و زیست‌شناسی اجتماعی» (۲۰۰۰)، نیچر
- «تکثیرکننده‌ها و متقابل‌ها» در علم و انتخاب او. (۲۰۰۱)، کمبریج، انگلستان: انتشارات دانشگاه کمبریج، صفحات ۱۳–۳۲.
- نقش نظریه‌ها در انسجام زیستی. (۲۰۰۱)
- کلمات و اصطلاحات در مورد گونه‌ها. (۲۰۰۲)
- «یک حرفه در ادعای عمومی» (۲۰۰۲)
- «سبک‌های توضیحی در علم» (۲۰۰۲)
- «یک گزارش کلی از انتخاب: زیست‌شناسی، ایمنی‌شناسی و رفتار» (۲۰۰۱)
- فلسفه زیست‌شناسی کمبریج، (۱۹۹۸)، انگلستان: انتشارات دانشگاه کمبریج، شابک ‎۹۷۸۰۱۹۸۷۵۲۱۲۷.